# Sol-fa
《Sol-fa》(ソルファ 소루파[*])는 일본의 록 밴드 ASIAN KUNG-FU GENERATION에 의해 2004년 10월 20일에 발매된 2번째 정규 앨범이다.
이 앨범에서 아지캉은 붕괴 앰플리파이어(崩壊アンプリファー)에서 처음 선보인 빠른 템포의 날카롭고 이모(Emo)적인 사운드를 더 갈고 닦아 완성시켰다. 긴급한 템포의 곡들은 앨범의 전체적인 조화와 어울려 여태까지 발매된 앨범 중에 가장 성숙한 모습을 보여주었다. 고토는 어느 때보다 적극적으로 밴드 동료들과 작곡 작업을 함께하면서 이러한 결과를 얻을 수 있었다고 말했다. 솔파는 그 높을 질로 인해 호평을 받았으며 해외 팬들에게도 큰 반향을 얻었다.
앨범은 발매와 동시에 오리콘 차트 1위를 2주 연속으로 달성하였고 동시에 발매된 4개의 싱글은 삼 주째에 이르러 60만장을 판매고를 올렸다. 〈리라이트(リライト)〉와 〈하루카 카나타(遙か彼方)〉의 2곡이 각각 유명한 애니메이션 시리즈인 《강철의 연금술사》와 《나루토》 오프닝 주제곡으로 쓰이며 이러한 성공을 이끌었다. 이 앨범으로 아지캉은 해외 팬들에게 자신을 알리는데 성공하였다. 일본 국내 발매 이후 전 세계의 팬들이 앨범의 해외 발매를 진정하였고 이러한 성원에 힘입어 2005년 10월 18일에 미국에서 솔파가 정식 발매되었다. 한국에서는 아지캉의 내한 기념으로 2007년 11월 20일에 정식 발매되었다.

## 수록곡
- 전체 작사: 고토 마사후미, 전체 편곡: ASIAN KUNG-FU GENERATION

| #             | 제목                                                               | 작곡                          | 재생 시간 |
| ------------- | ------------------------------------------------------------------ | ----------------------------- | --------- |
| 1.            | 〈신도우카쿠〉 (振動覚 진동각)                                     | 고토 마사후미                 | 2：27     |
| 2.            | 〈리라이트〉 (リライト리라이트)                                    | 고토 마사후미                 | 3：45     |
| 3.            | 〈키미노 마치 마데〉 (君の街まで 너의 동네까지)                    | 고토 마사후미                 | 3：36     |
| 4.            | 〈마이 월드〉 (マイ・ワールド 마이 월드)                           | 고토 마사후미                 | 4：03     |
| 5.            | 〈요루노 무코〉 (夜の向こう 밤의 너머)                             | 고토 마사후미                 | 3：12     |
| 6.            | 〈라스트 씬〉 (ラストシーン 라스트 씬)                             | 고토 마사후미                 | 4：01     |
| 7.            | 〈사이렌〉 (サイレン 사이렌)                                       | 고토 마사후미·야마다 타카히로 | 5：24     |
| 8.            | 〈Re:Re:〉                                                         | 고토 마사후미·야마다 타카히로 | 3：48     |
| 9.            | 〈24時〉 (24時 24시)                                               | 고토 마사후미                 | 3：31     |
| 10.           | 〈마요나카토 마히루노 유메〉 (真夜中と真昼の夢 한밤중과 한낮의 꿈) | 고토 마사후미                 | 4：20     |
| 11.           | 〈카이간 도오리〉 (해안길)                                         | 고토 마사후미                 | 4：41     |
| 12.           | 〈루프&루프〉 (ループ&ループ 루프&루프)                            | 고토 마사후미                 | 3：44     |
| 총 재생 시간: | 총 재생 시간:                                                      | 총 재생 시간:                 | 46:30     |

## Sol-fa 2016
2016년 ASIAN KUNG-FU GENERATION은 Sol-fa를 다시 녹음 하여 2016년 11월 30일에 발매했다. "Re:Re:"는 2016년 3월 16일 리드 싱글로 발매되었다. 2004년판에서 12번째였던 "Loop & Loop"가 3번째로 변경되었다. 밴드가 오리지널 앨범에 대해 원했던 것은 오리지널 트랙 순서였지만 앨범 전반부에 모든 싱글을 포함하는 것이 나쁠 것이라고 생각하여 하지 않기로 결정했다.

### 수록곡
- 전체 작사: 고토 마사후미, 전체 편곡: ASIAN KUNG-FU GENERATION

| #             | 제목                                                              | 작곡                          | 재생 시간 |
| ------------- | ----------------------------------------------------------------- | ----------------------------- | --------- |
| 1.            | 〈신도우카쿠〉 (振動覚 진동각)                                    | 고토 마사후미                 | 2：27     |
| 2.            | 〈리라이트〉 (リライト리라이트)                                   | 고토 마사후미                 | 4：40     |
| 3.            | 〈루프&루프〉 (ループ&ループ 루프&루프)                           | 고토 마사후미                 | 3：38     |
| 4.            | 〈키미노 마치 마데〉 (君の街まで 너의 마을까지)                   | 고토 마사후미                 | 3：40     |
| 5.            | 〈마이 월드〉 (マイ・ワールド 마이 월드)                          | 고토 마사후미                 | 4：04     |
| 6.            | 〈요루노 무코〉 (夜の向こう 밤의 너머)                            | 고토 마사후미                 | 3：14     |
| 7.            | 〈라스트 씬〉 (ラストシーン 라스트 씬)                            | 고토 마사후미                 | 3：56     |
| 8.            | 〈사이렌〉 (サイレン 사이렌)                                      | 고토 마사후미·야마다 타카히로 | 5：25     |
| 9.            | 〈Re:Re:〉                                                        | 고토 마사후미·야마다 타카히로 | 5：27     |
| 10.           | 〈24時〉 (24時 24시)                                              | 고토 마사후미                 | 3：34     |
| 11.           | 〈마요나카토 마히루노 유메〉 (真夜中と真昼の夢 한밤중과 한낮의꿈) | 고토 마사후미                 | 4：26     |
| 12.           | 〈카이간 도오리〉 (海岸通り 해안길)                               | 고토 마사후미                 | 5：02     |
| 총 재생 시간: | 총 재생 시간:                                                     | 총 재생 시간:                 | 49:32     |